# T.L.S. Excelsior Deo Iuvante
Het Theologisch-Litterarisch Studentengezelschap "Excelsior Deo Iuvante", meestal aangeduid als Excelsior Deo Iuvante of kortweg EDI, is het oudste nog bestaande theologisch dispuut van de Universiteit Utrecht. Het dispuut is opgericht op 18 oktober 1870.
Excelsior Deo Iuvante organiseert voor haar leden preekvergaderingen, waarop een preekontwerp van een van de leden wordt besproken, en kamervergaderingen, waarop leden en soms ook oud-leden een inleiding houden over een onderwerp. Daarnaast zijn er relaxavonden.
In Utrecht zijn als theologische disputen ook de G.T.S.V. Voetius, TSG Themelios en Uterque actief.

## Bekende (oud-)leden
- Bob Becking (1951), theoloog
- Ad den Besten (1923), dichter en essayist
- George Puchinger (1921), historicus en publicist
- Jan Wit (1914), dichter